# アルトゥール・オゾリンス
- アーサー・オゾリンズ

アルトゥール・マルチェロ・オゾリンス（Arthur Marcello Ozolins, 1946年2月7日 - ）は、ドイツ出身のピアノ奏者。1964年にカナダに帰化している。
ラトビア出身の両親の元にリューベックで生まれる。幼児期はアルゼンチンのブエノスアイレスで過ごし、少年期にトロントに移住した。トロント王立音楽院でアルベルト・ゲレーロ、ボリス・ルバイキン、ラファエル・ダ・シルバとジャック・アブラムに師事。14歳の時にワルター・ジュスキントの指揮するカナダ国立青年管弦楽団と共演し、その翌年にはトロント交響楽団と共演して好評を博した。1963年にはパリに留学してナディア・ブーランジェの指導を受け、翌年にはマネス音楽大学に行ってナディア・ライゼンバーグの薫陶を受け、1967年に卒業した。その翌年にはCBCタレント・フェスティバルとエドモントン交響楽団主催のコンクールに出場して、いずれも1位を獲得した。1969年には再びパリに行き、ヴラド・ペルルミュテールの下で研鑽を積んだ。1970年に帰国後は、トロント交響楽団のコンサートにたびたび出演し、モントリオール交響楽団、クリーヴランド管弦楽団やセントルイス交響楽団などにも客演を重ねた。ラトビアの音楽の専門家でもあり、タリヴァルディス・ケニンスのピアノ協奏曲（1986年）やピアノと打楽器と弦楽のための協奏曲（1991年）などを初演している。